# Yurécuaro
Yurécuaro es una ciudad del estado mexicano de Michoacán de Ocampo. Se localiza en la zona noroeste del estado y es cabecera del municipio de Yurécuaro.

## Toponimia
El nombre «Yurécuaro» proviene del purépecha iorekua ‘río’ y la terminación -ro ‘lugar’, llegando a significar así ‘lugar junto al río", o bien ‘lugar de crecientes’.

## Historia

### Periodo prehispánico y virreinal

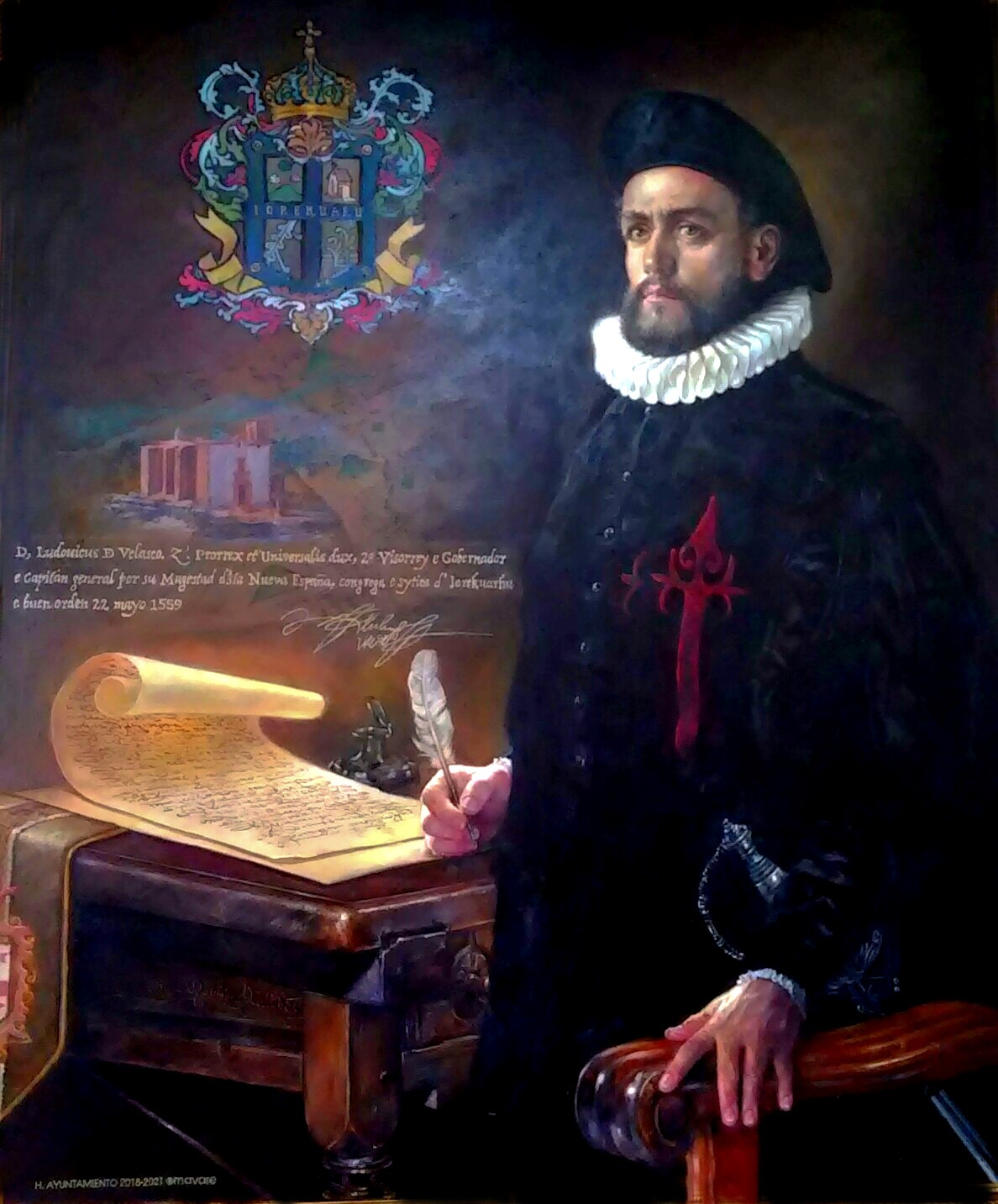
La fundación de Yurécuaro por el virrey Luis de Velasco, cuadro en el palacio municipal.

La primera noticia que hace entrar al pueblo en la historia, y particularmente en la actual cabecera municipal del municipio de Yurécuaro, se refiere a la ocupación de la región por la tribu purépecha y específicamente por un grupo conquistador Uacúsecha, anterior a la llegada de los españoles. A principios del siglo XV Tariácuri consolidó la hegemonía de su grupo y fundó el Imperio purépecha, heredando a su hijo Hiquíngare y a sus sobrinos, Hiripan y Tangáxoan la misión conquistadora que les había señalado su dios Curicaueri, según su mitología. En la larga lista de pueblos conquistados durante la expansión guerrera de los Uacúsecha, se localizó a Yurécuaro.
Fue a partir de la llegada de los conquistadores españoles, cuando se asentaron las bases de la fundación de Yurécuaro tanto en lo civil, como en lo religioso. Con la llegada de don Vasco de Quiroga como visitador en el año de 1533 se construyó un hospital de indígenas, que era la sede de administración del antiguo asentamiento y proporcionaba servicios como hospedaje a peregrinos, a enfermos y otras obras de misericordia. El hospital fue dotado de una parcela comunitaria y en él se conservaban los libros donde se anotaban las elecciones de bienes y ordenanzas prescritas por los obispos para la mejor función. Anexo al hospital se fundó una capilla.
Hacia el año de 1540 y la iniciación de la fundación de nuevos pueblos en la que participó fundamentalmente fray Juan de San Miguel, los primeros frailes de la orden de los franciscanos se encargaron de profetizar la religión cristiana. Fue así que llevaron a cabo la planeación y construcción de varios conventos religiosos, entre los que destaca el convento de Jiquilpan, que quedó en manos de franciscanos y el de Jacona, a cargo de agustinos.
La aparición de Yurécuaro en la historia oficial de Michoacán se da en un suceso ocurrido durante el año de 1530 cuando Nuño Beltrán de Guzmán, de la Audiencia Gobernadora de la Nueva España, ante la ejecución de Tangáxoan Tzíntzicha, el último cazonci, hizo comparecer a un prisionero, un indígena chichimeca, naguatlato tarasco, al cual por lengua del indígena Juan Pascual, habiendo jurado, le hicieron preguntas a las que respondió: llamarse Guanax; ser natural de "Iorekuaro" y que en "Iorekuaro" (esta grafía corresponde a Yurecúaro, por lo que su nombre original era con pronunciación de "i" y no de "ll") así que Guanax afirmaría que en ese pueblo se habían mataron a dos españoles por el señor de dicho pueblo... declaración que bien pudo haber sido obtenida mediante tortura, y que hizo ante las autoridades española reunidas en su juicio, lo que justificó la ejecución sumaria de Calzonci... puesto que no se tuvo el criterio de averiguar cual o cuales habían sido las causas y condiciones en que habían ocurrido dichas muertes.
Ya establecida la Congregación de Tlazazalca que afianzó la presencia española en la región, se otorgó la Cédula Real que dio origen al pueblo de Yurécuaro el 22 de mayo de 1559 (Legajo de Justicia 163, Foja 366 anverso y reverso, existente en el Archivo General de Indias en Sevilla, España).
Santa María Yurécuaro, como fue llamada durante el virreinato, era una comunidad de pescadores, tejedores de tule, carrizo, pastores de ganado menor y agricultores ribereños, siendo esta su principal actividad, pues contaba con riego permanente para sus tierras occidentales; hacia el oriente, en la parte elevada del municipio, se beneficiaba la agricultura del temporal, así como la pesca, pescando bagre, cuime, carpa. En la población predominaba la lengua purépecha por la conquista de los Uacúsecha.
En octubre de 1674 se desató una epidemia (matlazahuatl o tifo exantematicus, sarampión o tabardillo) diezmando principalmente a la población indígena de Yurécuaro.
Desde 1675 existieron talleres de ropa que fabricaban manta estampada, rebozos, sarapes, trabajando en ellos mujeres y hombres utilizando un aparato de madera. En 1689 se incrementó la pesca y se fundó la principal pesquería comercial, conocida como Las Chorreras, que utilizaba presas de mampostería que encauzaban el agua por medio de canales donde se colocaban grandes masas de varas llamadas «potreros». Para 1743 las diferencias raciales desaparecieron, los nativos se refugiaron en industrias caseras y artesanales tales como el corte de pieles, elaboración de zapatos, tejer, sillas y petates, y por último a la siembra de maíz, ya que de la ganadería y la agricultura se encargaban los españoles, de igual manera de las minas.
La región creció, trayendo como consecuencia grandes sequías, para el siglo XVIII las tierras comunales retomaron auge y para ello los indígenas elaboran un escrito, timbrado elaborado desde 1778, cuando Carlos III ocupaba el trono de España, donde decía que las tierras, solo son de ellos, y de esta manera defendiendo su territorio lograron así, recuperar pocas haciendas de sus alrededores, que eran pretendidas por extraños. Al final de este siglo hubo desposesión de tierras convirtiéndose en un sistema de latifundismo; para ese tiempo la economía era manejada por los señores ricos (hacendados) y eclesiásticos quienes eran dueños de grandes haciendas tales como San Juan, La Concepción, La Noria, Guadalupe, Buenavista, Santa Rita, Los Sauces, San Jerónimo, El Tequezquite, Mirandillas, Orapondio, Pocácuaro, todas ellas, vecinas a la comunidad de Yurécuaro.

### Tradición del señor de la piedad
El 24 de diciembre de 1687 vivían cerca del río la familia Martín Segura al lado de su hijo y un hermano de la esposa, era víspera de Navidad, preparándose para velar estos dos últimos, fueron al monte a cortar leña para la fogata. Cuando alimentaban la fogata notaron que un trozo de tepame no se quemaba y lo apartaron, al día siguiente lo examinaron y vieron que se figuraba en él la imagen de Cristo; el 6 de enero aparecieron por el monte 3 jóvenes que llegando a la casa del estanciero le pidieron comida, pagando estos por medio de trabajo, don Blas al saber que eran escultores les pidió afinaran la imagen, entregándole un bonito Señor Crucificado, les pagó con semilla y nunca volvió a saber de ellos. La imagen de la Buenahuerta como hoy es nombrada comenzó a ser venerada, fue trasladada a San Sebastián Aramutarillo, actual ciudad de la Piedad, donde se le levantó el Santuario del Señor de La Piedad.

### SigloXIX

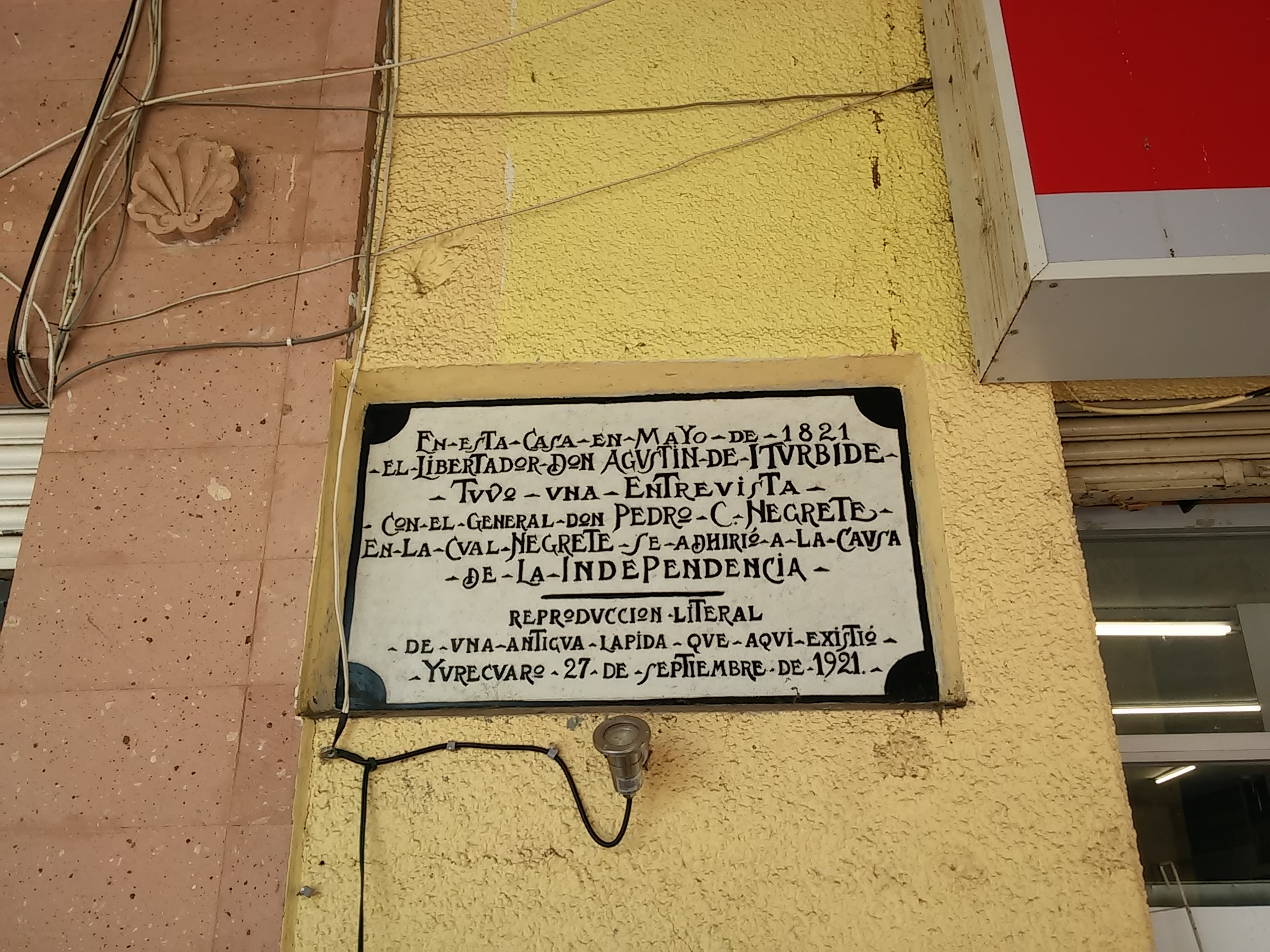
Placa en el portal Negrete que conmemora la visita de Agustín de Iturbide a Yurécuaro

En el contexto de la guerra de independencia, Yurécuaro fue atacado por tropas insurgentes al mando del padre José Antonio Torres. A causa del ataque, el pueblo y el templo fueron saqueados e incendiados con el fin de privar de recursos a los realistas y varios de sus pobladores fueron hechos prisioneros. 
El 6 de mayo de 1821, llegó Agustín de Iturbide a Yurécuaro teniendo una entrevista con el general don Pedro Celestino Negrete, en la cual acordaron que este último suscribiría el plan de Iguala y se sumaría a la causa de la independencia. 
El 20 de febrero de 1853 se creó el cuerpo de rurales divida en ocho compañías de caballería para la seguridad de los caminos y poblaciones del campo. El 13 de enero de 1888 se inauguró el errocarril de Irapuato a Guadalajara pasando por Yurécuaro, desde hacía años se venía construyendo la vía por parte del Ferrocarril Central Mexicano. Para el año de 1896 llevaron a Yurécuaro 3 barcos construidos en Ocotlán, Jalisco, por don Pedro Muñoz, empleados para el servicio del río, dos de los barcos se destinaron para el transporte de pasajeros y el otro para pasar ganado y caballos. Al finalizar el siglo XIX se introdujo el 5 de febrero de 1898 el telégrafo, instalándose una agencia en la estación del ferrocarril, se inauguró el reloj público y la construcción del ramal de Yurécuaro para tender esa vía que debería llegar hasta el Distrito Federal, el primero de julio de 1899 se terminaba el tramo Yurécuaro-Zamora, siendo inaugurada el 10 de diciembre siguiente: el primero de enero del nuevo siglo se inauguraba el siguiente tramo Zamora-Chavinda. Estación Moreno de donde se pretendió hacer una extensión hacia el occidente a un punto impreciso del distrito de Jiquilpan.
El 25 de diciembre de 1868, se trasladó el juzgado civil de Yurécuaro, a Tanhuato. El 3 de septiembre de 1897, entró el primer cuerpo de policía puesto al mando del comandante Antonio Araújo y se le proveyó de uniforme, armas, parque, linternas, macanas, y silbatos; hacían falta más policías para suplir el servicio de rondas.
En 1882 se dio principio al arreglo de la plaza, se procuraron construir bancas de ladrillo y una banqueta para que la gente diera la vuelta.
En 1882 se creó la Escuela de Artes a iniciativa del párroco Luis Gonzaga López, en ella se enseñaban los rudimentos de varios oficios, se estudiaban música y se procuraba el mejoramiento colectivo. El local que ocupaba estaba situado en la parte norte de la plaza municipal donde actualmente se construyó el Banco de Comercio. Después de la primera escuela se fundó la segunda, llamada Lázaro Cárdenas (hoy Constitución de 1917). Con ella se introdujo la educación federal en Yurécuaro, esta escuela será la que en forma especial se ligue al ejido que le reserva su parcela y le cederá el terreno para construirse.
El 7 de diciembre de 1896 el pueblo recibió a don Porfirio Díaz, quien se dirigía a Guadalajara y se detuvo en Yurécuaro para saludar a las autoridades municipales. El 29 de julio de 1897 se inauguró el servicio del H. Ayuntamiento.
El primero de junio de 1898 se había estrenado el primer reloj público que se construyó en Ocotlán por don Manuel Núñez y fue adquirido en 5 pesos, con donativos de los vecinos; años después fue destruido durante la revolución y reemplazado por uno nuevo. El 5 de noviembre de 1899 se inauguró el puente sobre el río que recibe el nombre de Puente de Guadalupe, pero fue destruido por la creciente en 1912, reconstruido hasta 1917 por orden del presidente Venustiano Carranza bajo la responsabilidad del ingeniero Luis Gallo. A partir de 1897 se construyó la calzada del Chorro para comunicar el pueblo con la Hacienda de la Concepción y las rancherías. Desde 1900 contó el pueblo con un nuevo refuerzo armado al llegar una guarnición de rurales que aseguraron la estación del ferrocarril.

### SigloXX

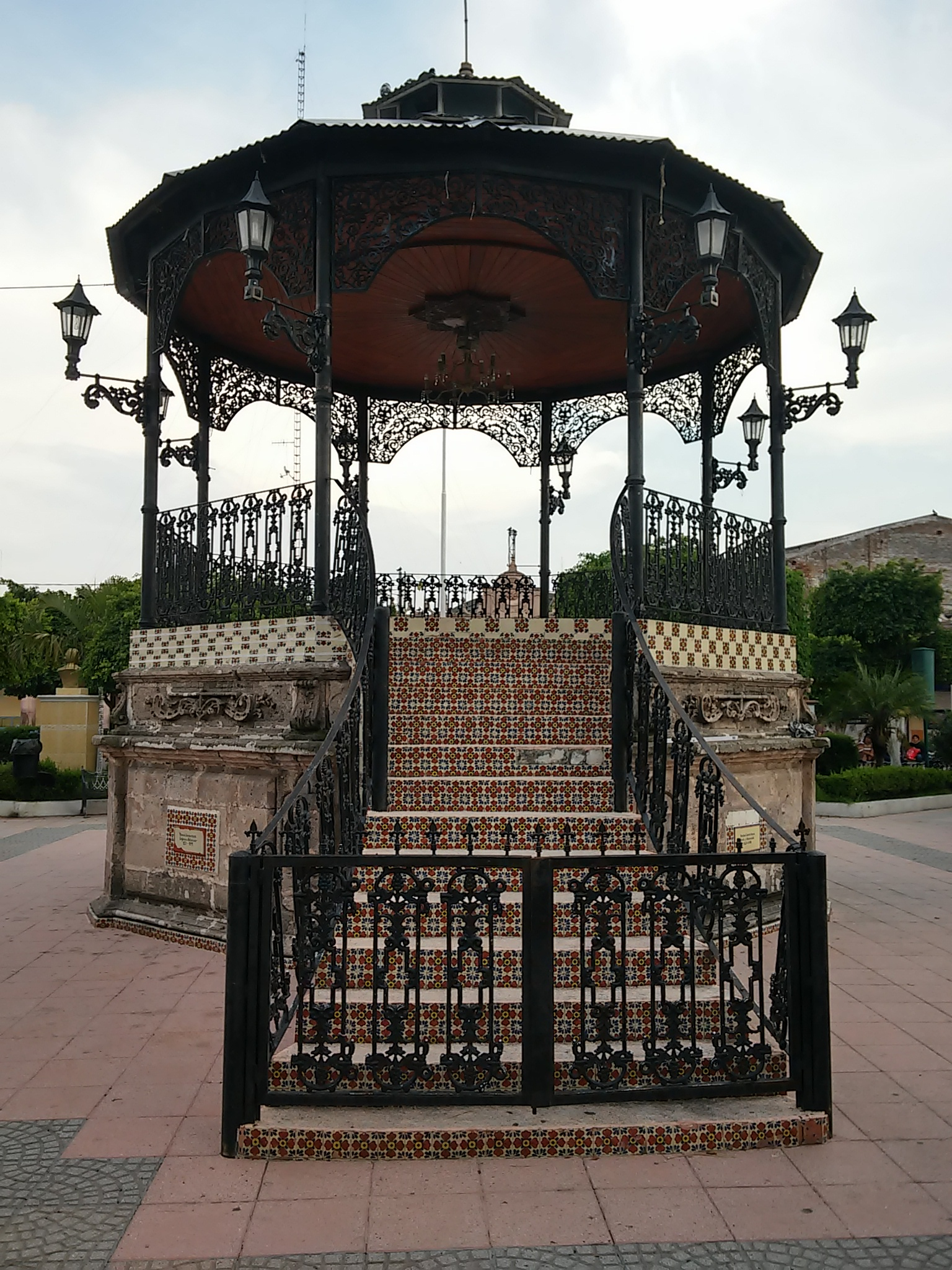
El kiosco Juárez en la plaza de la independencia, inaugurado en 1905

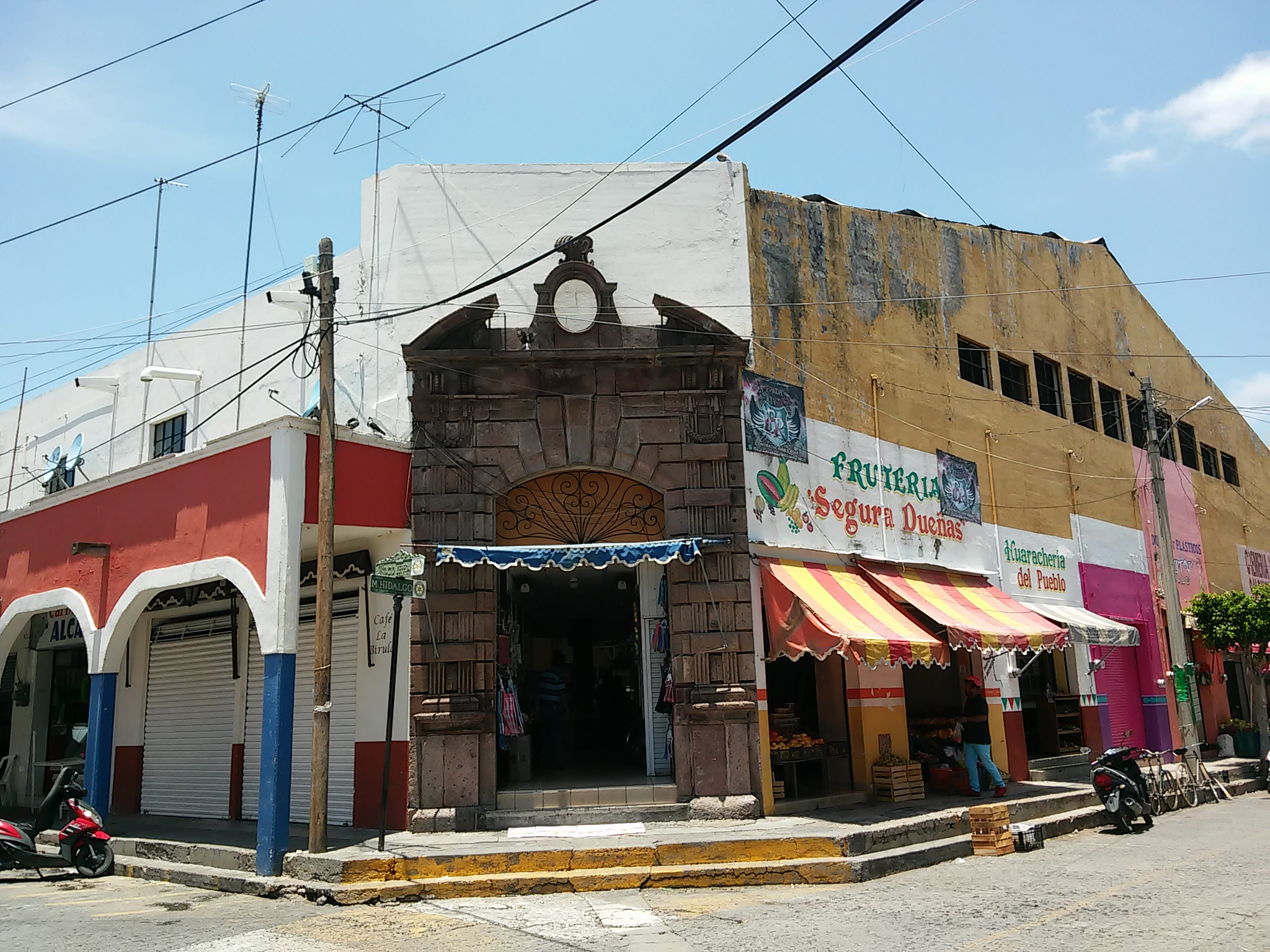
Mercado Hidalgo

En los primeros años del siglo XX fueron reconstruidas las antiguas casas consistoriales, el nuevo edificio fue inaugurado en 1905, el 15 de septiembre de ese mismo año se inauguró el kiosco realizado por el maestro cantero Bernabé Melgoza, con carpintería realizada por don Eliseo Rodríguez.
El 12 de mayo de 1910, año de la Revolución Mexicana, en que se dio cumplimiento al Decreto del H. Congreso del Estado de Michoacán de Ocampo, en donde se erige en Villa el Pueblo de Yurécuaro, acuerdo que entró en vigor el 16 de septiembre de ese mismo año, siendo Gobernador de Michoacán, Don Aristeo Mercado; Presidente de la República, el General Don Porfirio Díaz; y como Presidente Municipal o Primer Regidor de Yurécuaro Don Miguel Bravo. 
El 16 de septiembre de 1916 se inauguró hacia la parte poniente por el lado de la Longaniza un nuevo cementerio, por la venta del viejo cementerio ubicado al sur que adquirió Agustín García Aguilera. El primero de enero de 1919 la agencia del timbre de la población fue ascendida a la categoría de Administración, subalterna de Hacienda. De las mejoras públicas importantes de estos años es la instalación de un nuevo reloj público que constituyera el que había sido destruido por los soldados carrancistas en 1916, que fue donado por el general Álvaro Obregón instalándose en 1921. El primero de enero de 1927 se instaló en la casa no. 95 de la calle Independencia el taller topográfico de Don Everardo Zepeda, quien también comenzó a distribuir los periódicos y revistas nacionales.

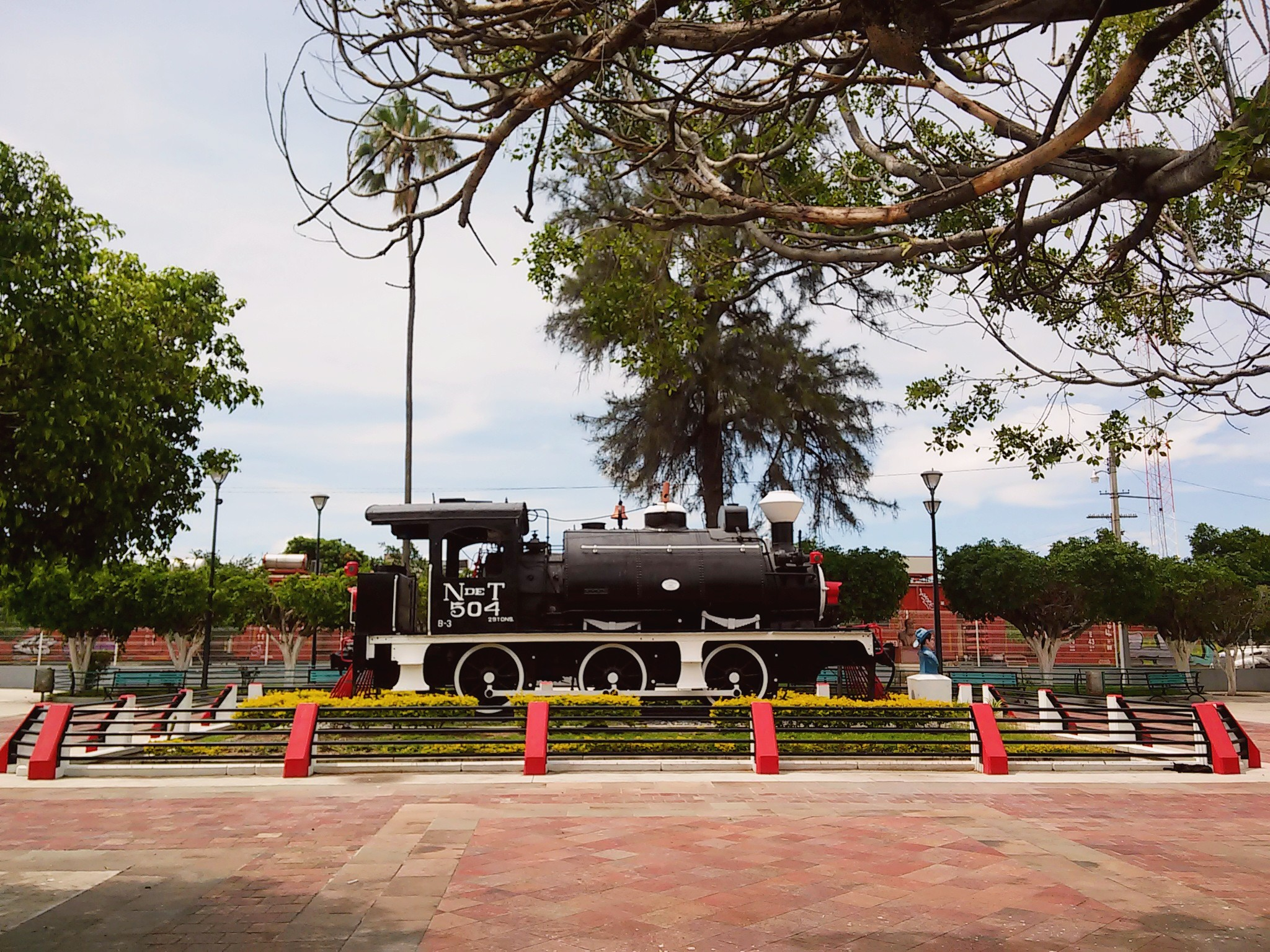
Plaza Felipe Pescador

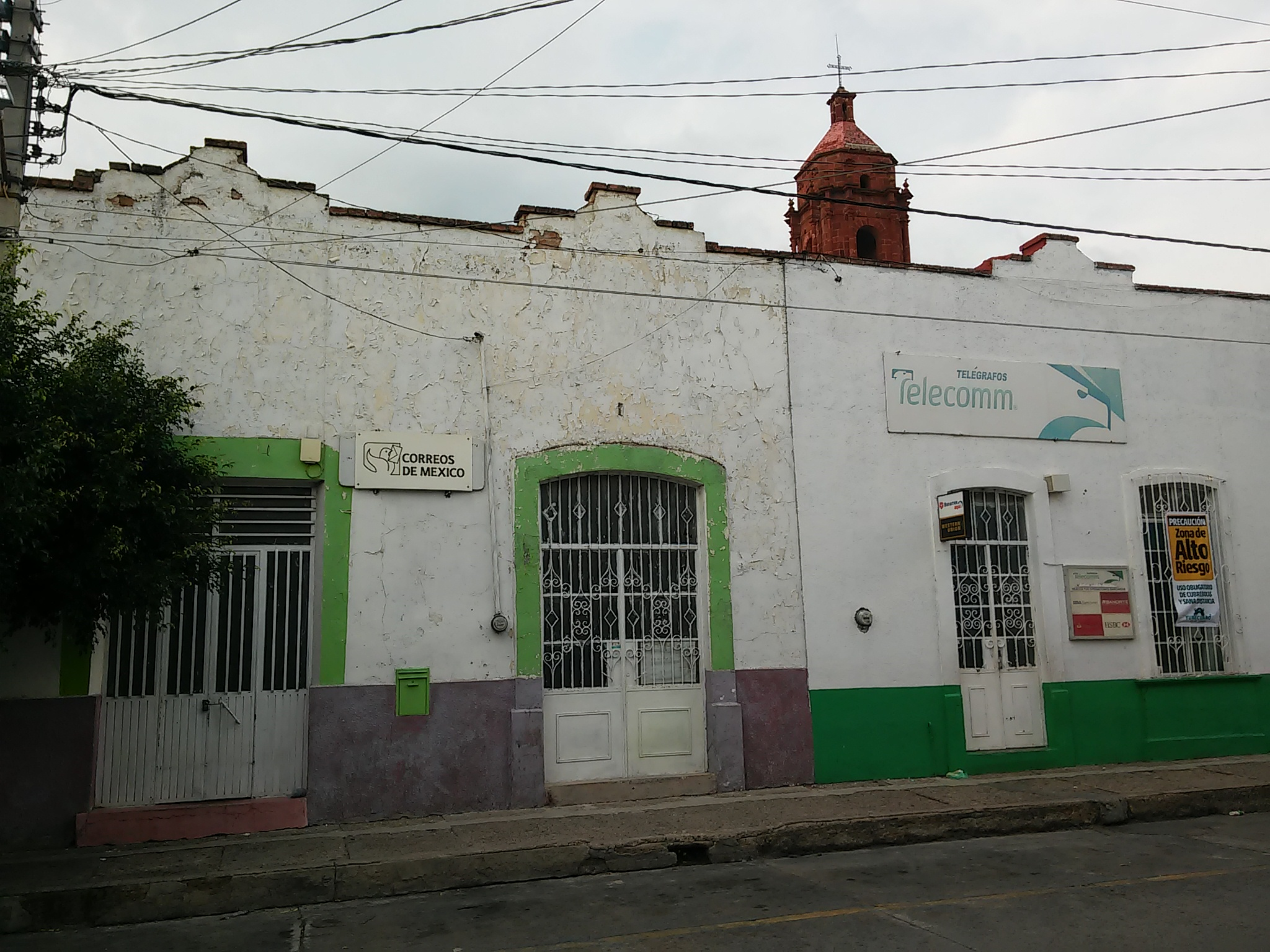
Oficina de correos y telégrafos

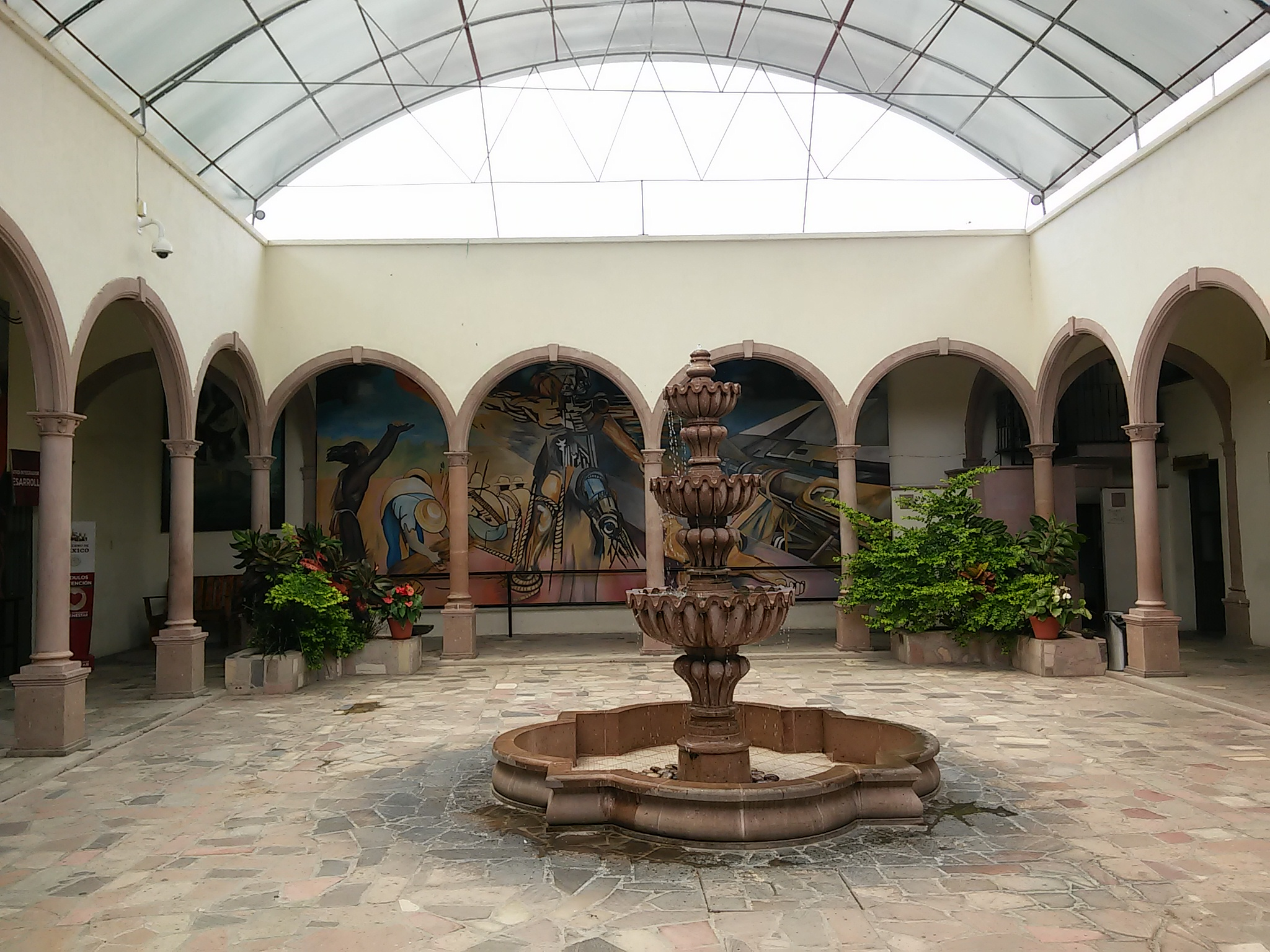
Palacio Municipal

En 1921, con motivo del centenario de la visita de Agustín de Iturbide a Yurécuaro y e fin de la guerra de independencia, se levantó un arco a la entrada del atrio del templo parroquial con letra latina que decía: POPULUS IURECUARENSIS INCLITO LIBERATORI AUGUSTINO DE ITURBIDE ANIMO GRATO HUNC CONSECRAT (1821-1921). "El pueblo de Yurécuaro consagra este monumento al preclaro libertador Agustín de Iturbide un ánimo agradecido."  En su gira electoral a la presidencia de la República, Álvaro Obregón se detiene el 17 de diciembre, mostrando reserva hacia el pueblo al que considera poco grato y se concentra en la granja del General Jaime Carrillo.
En ese mismo año y por la misma calle, se inauguró la fábrica de hielo con servicio de congelación, embotelladora de agua gaseosa y reparto de hielo, propiedad de José Escoto. El 16 de septiembre de 1928 se inauguró el rastro municipal en un baldío de las vecindades del Chorro, sobre la calle 16 de septiembre, la iniciativa se debió a Carlos Núñez quien también ordenaba, secundado por Don Enrique Alcalá. El comandante Raúl Rizo Navarro dice: "Aguas potables, drenajes, pavimentación: Son los logros de las décadas de los 60´s, en la dotación de agua a la población fue muy importante la colaboración de los Ferrocarriles Nacionales, que cedieron en arrendamiento simbólico el viejo pozo artesano con que abastecían las máquinas de vapor, han proporcionado al pueblo terrenos para jardines y han urbanizado la vieja zona de los talleres, lo mismo que facilitaron una máquina antigua que adorna el jardín Felipe Pescador, últimamente se ha logrado el afuro de 2 pozos más, uno hacia el poniente del pueblo. Residencia de la S.A.R.H. existe desde que se iniciaron las obras de construcción de la presa derivadora de mezquite, y el plan de irrigación del valle de Yurécuaro y La Barca, existiendo al final de los 70's ingenieros, para realizar canales, caminos, drenes, etc. El 16 de septiembre de 1937 se inauguró frente a la estación del ferrocarril, el parque Felipe Pescador, en recuerdo de uno de los primeros rieleros del pueblo. 
El 8 de diciembre de 1941 don Pedro Bárcenas coloca la primera piedra del hospital, en las décadas de los 60´s se ocupa de su atención el doctor Agustín Alcalá. El primero de enero de 1914 había empezado a funcionar el tranvía de mulas que dará su nombre popular a la calle Independencia. En 1911 llega a Yurécuaro la Compañía de la Luz, que partía desde su aprobación por los poderes del estado en 1903, la construcción de la planta peatonal en las inmediaciones de Zamora, para generar energía y transmitirla a Guanajuato e impulsar la industria minera de donde el nombre de «The Guanajuato Power and Electric Company». El 5 de febrero se hizo la inauguración de la Luz Eléctrica De Guanajuato, S.A, como era su razón social en español, instalándose profusamente en la casa de Don Agustín Navarro, la del portal de la presidencia, donde se hizo la fiesta; el primer gerente local fue Don Carlos Chávez."
El 30 de agosto de 1995, se dirigió formalmente al Presidente del H. Congreso del Estado de Michoacán de Ocampo, la solicitud específica para considerar la erección al rango o categoría de ciudad a la población de Yurécuaro, mediante el Decreto n.º 187 expedido por Acuerdo de la LXVI Legislatura del Estado Libre y Soberano de Michoacán de Ocampo, reconociéndose con fecha 28 de septiembre de 1995, la Erección al Rango de "Ciudad" de Yurécuaro

#### El ejido
La primera dotación de tierras concedida a Yurécuaro por el General Álvaro Obregón: Se completa la entrega de las tierras al municipio de la siguiente manera: Yurécuaro se hace poseedora el 1 de marzo de 1921 al 12 de noviembre de 1926 de la Hacienda de Monteleón con 1933 hectáreas, de la Buena Huerta con 139 hectáreas, dando un total de 2072 hectáreas.
En 1930, existe el adelanto agrícola e industrial, el pueblo se había enriquecido con la inmigración de muchas familias, la gran irrigación por medio de canales de riego derivados del río Lerma y la diversificación de cultivos, que hacen de Yurécuaro mercado nacional. Con el tiempo la imagen del ejidatario pobre y siempre en deuda se irá cambiando por el agricultor próspero, dispuesto a mejorar sus técnicas y abrirse a la producción.

### Aspectos culturales
Se han realizado exploraciones arqueológicas, encontrándose vestigios como: Vasijas, tepalcates, existencia de tesoros, salvándose algunas piezas que podrían permitir ir dando respuesta al cuándo y al cómo de la primera población de Yurécuaro.

### Aspectos religiosos

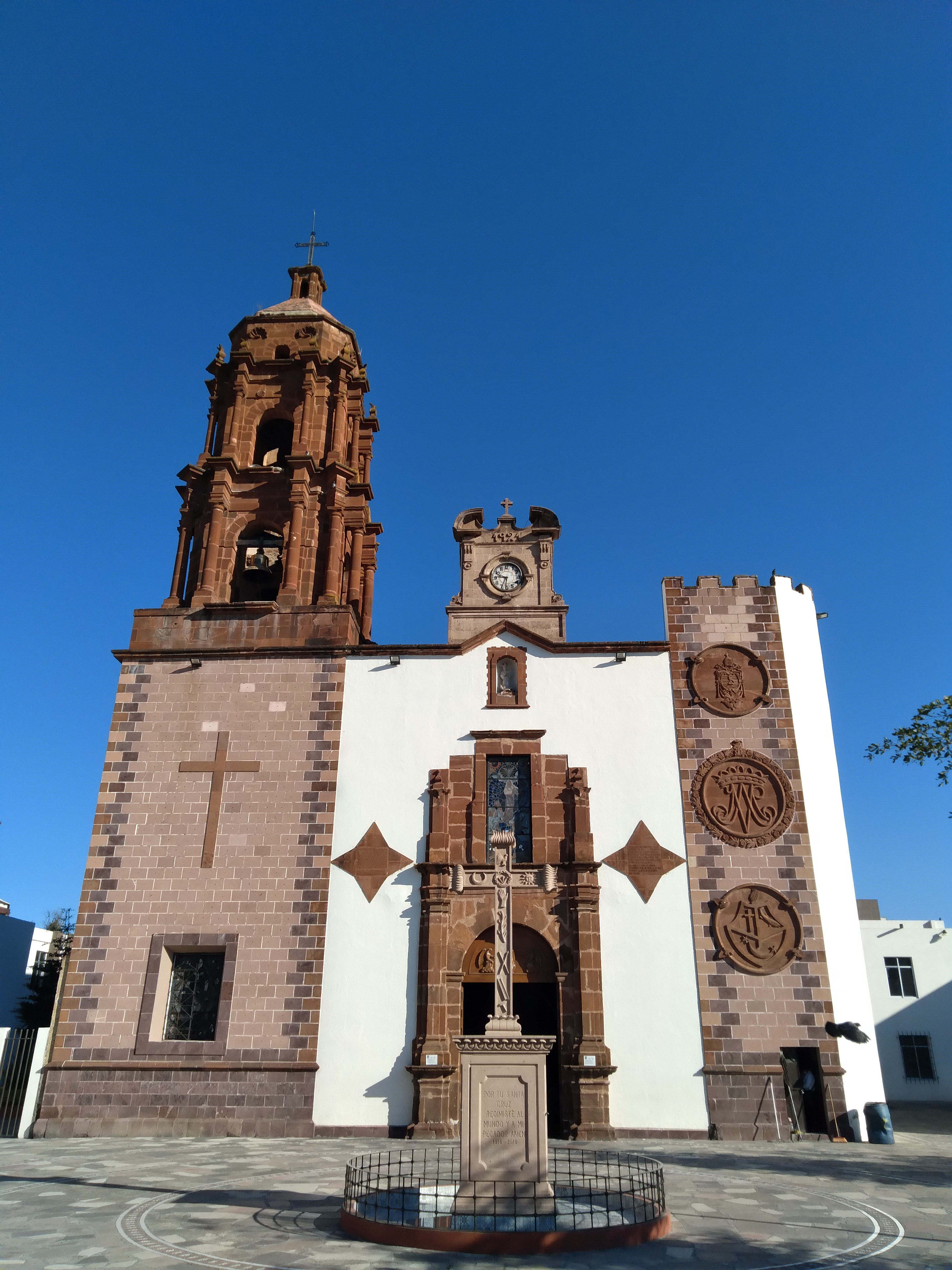
Parroquia de la Purísima Concepción

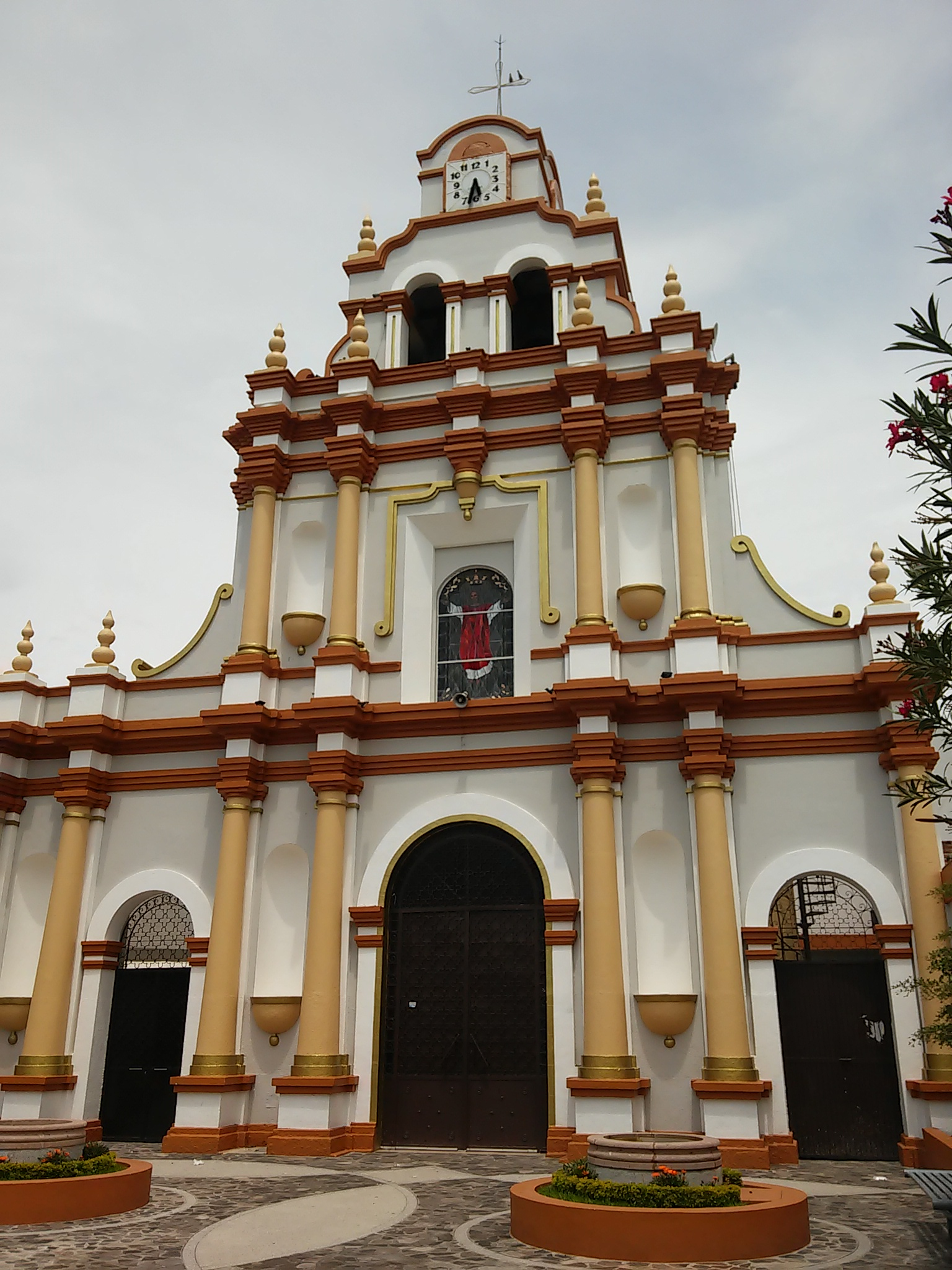
Parroquia de Cristo Rey

Primeros Inicios de la Religión: "La cristianización en Yurécuaro, no se sabe a quien atribuírsele, solo se sabe que entre ellos está fray Juan de San Miguel, ocupando Tlazazalca, don Pedro de Yepes, gran colaborador de la labor pastoral y del primero obispo de Michoacán don Vasco de Quiroga.
La venida del clérigo corresponde al 1552 y su pacífica administración espiritual fue turbada por la pretendida expansión monástica de los Agustinos. Aprovechando la ausencia de don Vasco que había ido a España, los frailes desplazaron a los clérigos que el obispo había dejado a cargo de los pueblos recién cristianizados para establecerse en ellos. Don Vasco estimaba que los religiosos apoyados en su vida comunitaria tenían posibilidades para evangelizar lugares de difícil acceso que sus escasos sacerdotes diocesanos no podían cubrir y así les pedía ayuda en otros sitios, no en los que ellos pretendían.
El virrey en turno, don Luis de Velasco, favorecía las pretensiones de los agustinos en su expansionismo. Le concede cédula para que funden 3 monasterios que debían situarse en Chilchota, Jiquilpan y Tlazazalca. En el documento fechado en México el 3 de enero de 1553, se decía que la traza tenía que ser modesta, según la condición de los pueblos. Yurécuaro desde siempre ha tenido como patrona de su pueblo a la Virgen María. Los ministros de Tlazazalca, a donde pertenece Yurécuaro en este tiempo, hubieran sido los religiosos agustinos si el propósito de ellos con el apoyo del virrey, no hubieran encontrado la oposición del tata Vasco, que recién vuelto de España no creyó conveniente esa expansión de los religiosos a costa de las parroquias de sus clérigos.
La congregación de Yurécuaro estaba constituida por el obispo, sus clérigos y los religiosos agustinos, por la administración espiritual de Tlazazalca, dando importancia a Yurécuaro por su cría de ganado, los frailes suplican al virrey Velasco dar origen colonial, mediante la cédula que justifica la transcripción. La iglesia estaba a cargo del sacristán y 2 o 3 cantores, el fiscal juntaba a los indios para oír doctrina. En 1692 unos indios naturales de Yurécuaro contraen matrimonio en la Santa Iglesia y en 1693 el segundo matrimonio entre un indio de Jacona y una india de Yurécuaro.
Para el siglo XVIII la prosperidad económica de la Iglesia era sorprendente, por los grandes capitales de donativos, recolección de diezmos. La edificación de la Iglesia de simple capilla para hacer templo en la fachada está escrito: "En 6 de marzo de 1808 se enrasó este templo fabricado a expensas de los devotos feligreses y con la ayuda de 12 hombres por día quien dio la república de naturales alcaldes D. Gregorio Abreu y regidor don Manuel Martínez. AveMr[María]."
Las notas históricas de don Ignacio Estrada señalan como principio de los trabajos el año de 1805. Mejoras del drenaje, el atrio y el cementerio (1779), la reparación de la torre, compra de campanas (1801), para la esquila, 3 cámaras, cobre, lazos, sebo, pabilo. Los sacerdotes que aparecen en los libros de bautismo son muchos, solo se pueden mencionar: que desde el año de 1769 el primer sacerdote que desempeñó su puesto fue Marcos de Alcóser, y para 1997 Señor cura Salvador Núñez. Uno de los desastres que provocó la guerra de la Independencia fue el incendio de la Iglesia y que gracias a Don José María Cabadas, cura entonces de La Piedad, puso en obra encabezada por los vecinos; y para su reconstrucción existe una carta donde se dirigen los indígenas de Yurécuaro:

Yurécuaro 22 de Abril 1834. Los ciudadanos indígenas de esta comunidad Rosalino Sánchez, Victoriano González, Domingo González, Juan José Arsola, Mariano de la Cruz, Ramón González, Francisco Tamayo, Francisco Rodríguez, Vicente Solorio, Salvador de La Cruz, Pedro González, Florentino García, Santiago Arsola, Cosme Estrada y a nombre de la Comunidad ante Usted comparece y decimos que hayándonos en la mayor rigurosa necesidad de reales para promover el uso que los conviene de nuestra empresa, ponemos ésta a su esclaresida vista para que nos faborezca con cuarenta pesos, haciéndose esto por medio de una obligación al fin de recibirlos y el pago de dichos reales fuere con nuestro personal trabajo en la obra de la Santa Iglesia. Suplicamos a Usted encarecidamente que allane las dificultades que para este fin se le presenten, que así mismo protestamos cumplirlo que después de dar a Dios las gracias os daremos a Usted los parabienes. Es cuanto se nos ofrece rogando a Dios por quienes de veras desean su felicidad.  

El Padre señor cura Salvador Ochoa dice: "Se construye la Iglesia el 18 de junio de 1842, se compra piedra para hacer el arco de cemento, 2 pilas para el templo, se trajo de La Piedad el púlpito, se remodela el altar mayor al estilo neoclásico, se construye la casa de ejercicios, la iglesia es elevada a rango de parroquia. El 30 de octubre de 1906 toma posesión el Padre José María Arredondo quien se propone modernizar la parroquia y lo primero que hace es encargar unos cómodos sillones para el presbiterio a la Ferretera Alemana de Alfredo Frink en Irapuato, que son estrenados en las fiestas de diciembre de 1906." *

En 1934 se empieza a construir por la Estación siendo nuevo párroco de Yurécuaro Don Carlos Verduzco, un nuevo templo que se dedicará a Cristo Rey.

### Educación
Cuando iniciaron los primeros frailes a evangelizar uno de ellos el obispo Ramírez Prado advertía que el hospital debía ser el centro de vida comunitaria, donde aparte de practicarse obras de misericordia se instruyera la enseñanza del catecismo, la lectura y escritura, ya que con una buena educación los indios no serían ignorantes. La primera escuela fue la llamada José María Morelos y Pavón, escuela oficial urbana estatal mixta, el H. Ayuntamiento construye edificio doble para niños y niñas, en lo que actualmente es el Mercado Hidalgo, a nombre del gestor don Austacio Zepeda, precedido por José Trinidad Ortiz y Don Severo Reséndiz el gobierno del estado a cargo de Don Octaviano Fernández ayuda a cubrir los gastos. La escuela José María Morelos estrena edificio en 1926, hoy día en plena reconstrucción, cambiándose de las antiguas casas construidas a fines del siglo pasado.

## Geografía
Yurécuaro tiene un clima templado con lluvias en verano, una precipitación anual de 819 milímetros cúbicos y una temperatura mínima de 5 grados en invierno y 34 grados en el verano.
| Parámetros climáticos promedio de Yurécuaro | Parámetros climáticos promedio de Yurécuaro | Parámetros climáticos promedio de Yurécuaro | Parámetros climáticos promedio de Yurécuaro | Parámetros climáticos promedio de Yurécuaro | Parámetros climáticos promedio de Yurécuaro | Parámetros climáticos promedio de Yurécuaro | Parámetros climáticos promedio de Yurécuaro | Parámetros climáticos promedio de Yurécuaro | Parámetros climáticos promedio de Yurécuaro | Parámetros climáticos promedio de Yurécuaro | Parámetros climáticos promedio de Yurécuaro | Parámetros climáticos promedio de Yurécuaro | Parámetros climáticos promedio de Yurécuaro |
| Mes                                         | Ene.                                        | Feb.                                        | Mar.                                        | Abr.                                        | May.                                        | Jun.                                        | Jul.                                        | Ago.                                        | Sep.                                        | Oct.                                        | Nov.                                        | Dic.                                        | Anual                                       |
| ------------------------------------------- | ------------------------------------------- | ------------------------------------------- | ------------------------------------------- | ------------------------------------------- | ------------------------------------------- | ------------------------------------------- | ------------------------------------------- | ------------------------------------------- | ------------------------------------------- | ------------------------------------------- | ------------------------------------------- | ------------------------------------------- | ------------------------------------------- |
| Temp. máx. abs. (°C)                        | 31.2                                        | 35.5                                        | 37.0                                        | 37.5                                        | 39.0                                        | 41.0                                        | 36.5                                        | 35.5                                        | 34.0                                        | 35.5                                        | 32.5                                        | 36.0                                        | 41.0                                        |
| Temp. máx. media (°C)                       | 25.4                                        | 27.1                                        | 29.5                                        | 31.5                                        | 32.7                                        | 30.8                                        | 28.3                                        | 28.3                                        | 28.0                                        | 27.8                                        | 27.2                                        | 25.8                                        | 28.5                                        |
| Temp. media (°C)                            | 16.1                                        | 17.4                                        | 19.7                                        | 21.9                                        | 23.5                                        | 23.2                                        | 21.6                                        | 21.6                                        | 21.3                                        | 20.4                                        | 18.5                                        | 16.8                                        | 20.2                                        |
| Temp. mín. media (°C)                       | 6.9                                         | 7.7                                         | 9.8                                         | 12.3                                        | 14.4                                        | 15.6                                        | 14.9                                        | 14.9                                        | 14.6                                        | 12.9                                        | 9.7                                         | 7.8                                         | 11.8                                        |
| Temp. mín. abs. (°C)                        | -2.5                                        | -1.0                                        | 1.1                                         | 3.5                                         | 5.0                                         | 6.5                                         | 6.0                                         | 4.0                                         | 6.5                                         | 2.0                                         | 0.0                                         | -3.5                                        | -3.5                                        |
| Precipitación total (mm)                    | 15.5                                        | 7.0                                         | 8.6                                         | 12.5                                        | 30.9                                        | 156.9                                       | 207.1                                       | 175.8                                       | 138.7                                       | 48.7                                        | 10.2                                        | 6.8                                         | 818.7                                       |
| Días de precipitaciones (≥ 1 mm)            | 1.7                                         | 1.0                                         | 1.1                                         | 1.6                                         | 4.5                                         | 14.2                                        | 19.0                                        | 17.5                                        | 13.4                                        | 5.8                                         | 1.5                                         | 1.5                                         | 82.8                                        |
| Fuente: Servicio Meteorológico Nacional     |                                             |                                             |                                             |                                             |                                             |                                             |                                             |                                             |                                             |                                             |                                             |                                             |                                             |

## Demografía
La ciudad de Yurécuaro cuenta en 2020, según datos del INEGI, con una población de 26 691 habitantes, lo que la convierte en la 20.ª ciudad más poblada de Michoacán. 
| Gráfica de evolución demográfica de Yurécuaro entre 1900 y 2020                                   |
|                                                                                                   |
| Población de los censos del Instituto Nacional de Estadística y Geografía (INEGI) de 1900 a 2020. |

Durante la segunda mitad del siglo XVIII, la explosión demográfica fue en aumento pasando de las 25 familias de españoles y mestizos, 47 indios, 211 familias en el solo pueblo con un total de 1031 habitantes. En el año de 1822 al final de la guerra de la Independencia se incrementa la población en Yurécuaro debido a la concentración, por la misma guerra. Durante ese tiempo se dice que había 889 hombres solteros y 858 mujeres solteras, 530 casados, 54 viudos y 132 viudas. A partir de los años 30, aumenta la población a pesar de las enfermedades (tosferina, viruela, sarampión, tifoideas y otras).
Comparando la población con la extensión del municipio, el de Yurécuaro resulta ser uno de los municipios michoacanos de mayor densidad por km². 

## Lugares de interés
- Parroquia de la Purísima Concepción
- Parroquia de Cristo Rey
- Portal Negrete
- Palacio Municipal de Yurécuaro y Portal Hidalgo
- Kiosco Juárez
- Monumento a Iturbide
- Las 4 esquinas
- La Estación del Ferrocarril
- Plaza de la independencia
- Exhacienda de Monteleón
- Exhacienda de Mirandillas
- Exhacienda Buena Huerta
- Plaza Felipe Pescador (Plaza de la Maquinita)
- Antigua estación del ferrocarril
- Ruinas de las Chorreras
- Petroglifos Los Caracoles
- Casa de Cultura Iorekuarhu
- Parque Ecoturístico «El Señor de la Piedad»

## Economía
Las principales actividades de esta región son:
- Agricultura: jitomate, tomatillo, lenteja, frijol, garbanzo, calabacita, chile, trigo, cebada, maíz.
- Ganadería: bovino, ovino, porcino, caprino, aves y colmenas.
- Industria: fabricación de artículos religiosos, muebles, ropa infantil y varias empacadoras de hortalizas.

## Comunicación
- La carretera federal 110, que comunica al este con La Piedad, y al oeste con Tanhuato, Vista Hermosa, y la ciudad de La Barca en el estado de Jalisco.
- Caminos pavimentados a las localidades de El Tequesquite, Monteleón, El Refugio, La Joya, etc.
- El ferrocarril al este con México y al oeste con Guadalajara.
- Carretera Yurécuaro-La Concepción, Jalisco.

## En la cultura popular
- El personaje principal de la novela El complot mongol, Filiberto García, es originario de Yurécuaro, lo cual es mencionado en la novela en varias ocasiones.

## Residentes célebres
- Fidelmar Banda Aguilar (1941-2005). Periodista, cronista y escritor. Fue nombrado primer cronista oficial de la ciudad en 1994[6]
- Jaime Carrillo Cazares (1893-1959). Militar que participó en la Revolución Mexicana, vivió en una finca en Yurécuaro. La colonia Jaime Carrillo fue nombrada en su honor.
- Rafael Herrera «El Huáscato» (1975). Destacado boxeador profesional y actor, fue campeón mundial en la categoría de Peso gallo del CMB en 1972 y 1973 y de la AMB en 1972. Vivió durante su infancia y juventud en Yurécuaro[7]
- Eduardo Huaracha «El Caballero», «El Dempsey Mexicano» (1904-1986). Boxeador y actor, contendiente al campeonato nacional semicompleto en 1926. Fue el primer boxeador internacional de la ciudad.[8]
- Luis Gonzaga López (1852-1906). Párroco de Yurécuaro y humanista, fue un gran impulsor de la educación al fundar la primera escuela de artes y oficios.[8]
- Arturo Rojas «el Gorupo» (1944). Artista y destacado grabador de armas, nació en Yurécuaro[9]
- Austacio Zepeda García (1839-1896). Poeta invidente, humanista y político. La calle Zepeda fue nombrada en su honor.
- Salvador Hernández Limón ( 1939-2024)Agricultor y Político quien fuera presidente municipal de Yurécuaro en el periodo de 1999-2001. Único Yurécuarense en desempeñar el Cargo público de Diputado local por el distrito 01 Local.En el periodo legislativo 2010-2013.